# 长坡镇 (高州市)
长坡镇，是中华人民共和国广东省茂名市高州市下辖的一个乡镇级行政单位。位于广东省高州市东北部，由原长坡镇与原石龙镇于2003年11月合并而成。镇驻地原在石骨圩，1958年高州水库淹浸而迁今址建长坡圩，因在长条形山坡上得名。1958年成立长坡公社，1983年改区，1987年建镇。镇政府驻长坡圩。镇域面积242.3平方公里，辖33个村委会和2个居委会，总人口达9.4万人。
长坡镇地处深镇、马贵、古丁、平山、大坡等5镇通往高州城区的必经之地，是理想的中转地和物资集散地。全国十大水库之一的高州水库坐落在该镇境内，旅游资源丰富，辖区内有高州水库玉湖风景区、冼夫人故里——冼夫人文化遗址（旧城遗址）、冼夫人军事遗址（旺沙）等众多风景点和名胜古迹。
2017年9月，长坡镇被茂名市正式确立为四大县域副中心之一，规划将镇区西边约3000亩山地作为新区发展用地。开发后长坡集镇面积可以达到10平方公里，可直接辐射带动高州西北部近40万人口，分担高州市的部分城市功能。

## 行政区划
长坡镇下辖以下地区：
长坡社区、石龙社区、旺利村、横地村、长坡村、塘坑村、高村、大石冲村、银岗垌村、乌石头村、设教村、云霄村、西冲村、雷垌村、坡田垌村、旧城村、东河村、银坑村、合垌村、莲塘村、土域村、龙修村、西坑村、石龙村、旺沙村、林邓村、双城村、湾腰村、平斗村、上良村、中和村、潭坑村、大拜村、周垌村和黄羌坡村

## 友好鄉鎮
- 遼寧省北票市西官營鎮（2018年4月19日）